# Pouteria butyrocarpa
Pouteria butyrocarpa é um espécie de planta na família Sapotaceae. É encontrada no Brasil.